# Aéroport international Aurel-Vlaicu
Pour les articles homonymes, voir Aéroport de Bucarest et BBU.
L'aéroport international Aurel-Vlaicu (en roumain : Aeroportul Internațional Aurel Vlaicu) (code IATA : BBU • code OACI : LRBS), aussi appelé par son ancienne dénomination aéroport de Băneasa (Aeroportul Băneasa) est un aéroport militaire et civil de Bucarest. Il était desservi notamment par des compagnies aériennes à bas prix avant d’être consacré aux jets privés et vols charters à partir de 2012.

## Situation
Aurel-Vlaicu est situé à environ sept kilomètres au nord du centre de la ville de Bucarest, dans le quartier de Băneasa (et à environ huit kilomètres au sud de l'aéroport de Bucarest-Henri-Coandă qui est situé dans la ville d'Otopeni). Son emprise, entièrement située sur le territoire de la municipalité de Bucarest, a sa partie est, (où est implantée la section orientale de sa piste principale), entourée au nord, à l'est et au sud par le territoire de Pipera, dans le județ d'Ilfov. La station de métro  Aurel Vlaicu de la ligne M2 du métro de Bucarest ne dessert pas directement l'aéroport, étant située plus au sud de celui-ci, dans le quartier de l'Aviation (en roumain : cartierul Aviației).
| \| 50 km1:1 922 000 \| Bacău Baia Mare-Maramureș Brașov Bucarest-Aurel-Vlaicu Bucarest-Henri-Coandă Cluj-Napoca Constanța Iași Sibiu Târgu Mureș Timișoara Arad Craiova Oradea Satu Mare Suceava |
| 50 km1:1 922 000 |

## Histoire

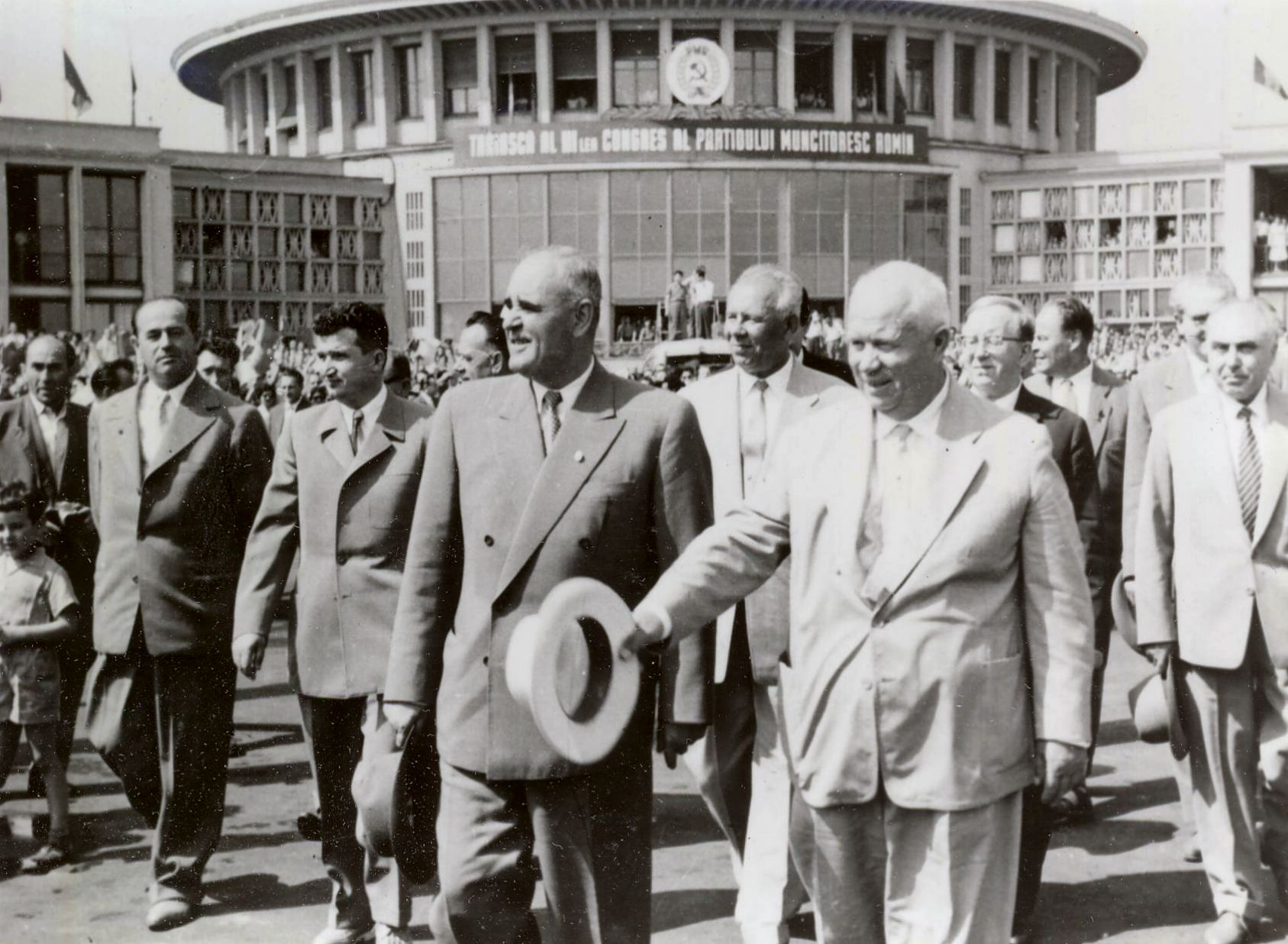
À l'aéroport de Băneasa en juin 1960, le dirigeant communiste roumain Gheorghe Gheorghiu-Dej (au premier plan, à gauche) et le dirigeant soviétique Nikita Khrouchtchev (idem, à droite), accompagné de Nicolae Ceaușescu (le futur successeur de Gheorgiu-Dej, juste à la droite de celui-ci) à la clôture du 7e congrès du Parti ouvrier roumain (ultérieurement renommé Parti communiste).

En octobre 1909, le français Louis Blériot, quelques mois après sa traversée de la Manche le 25 juillet précédent, vient à Bucarest pour effectuer un vol de démonstration, à l'invitation d'un ami qui l'avait beaucoup soutenu dans le financement de son exploit : le prince George-Valentin Bibesco. Une tante de celui-ci, Marie Bibesco (ro), comtesse de Montesquiou-Fézensac, permet que soit utilisé comme terrain d'aviation l'hippodrome privé de son domaine de Băneasa (ro). Le 1er août 1912, la Ligue aérienne roumaine (en roumain : Liga Aeriană Română) dirigée par le prince ouvre, sur une partie du domaine familial proche de cet hippodrome, une école de pilotage militaire avec un aérodrome. Plus tard, s'installe de surcroît sur le site, une école pour les pilotes civils et l'aéro-club royal roumain (Aeroclubul Regal Român). L'aérodrome devient un aéroport, le plus ancien d'Europe de l'Est fonctionnant sans interruption, et est le seul aéroport commercial de Bucarest jusqu'à l'inauguration en 1968 de l'aéroport d'Otopeni.

## Statistiques
Entre 2005 et 2009, le nombre de passagers qui ont emprunté Aurel-Vlaicu est passé de 385 759 à 2 005 694. 
Pour des raisons techniques, il est temporairement impossible d'afficher le graphique qui aurait dû être présenté ici.

Voir la requête brute et les sources sur Wikidata.

### Compagnies aériennes et destinations
| Compagnies  | Destinations                                                                          |
| ----------- | ------------------------------------------------------------------------------------- |
| AeroItalia  | En saison: Comiso, Rome Léonard-de-Vinci/Fiumicino                                    |
| Air Connect | Baia Mare, Budapest-Ferenc Liszt, Suceava, Timişoara-T. Vuia                          |
| Fly Lili    | En saison charter: Antalya, Bodrum-Milas, Charm el-Cheikh, Enfidha-Hammamet, Hurghada |

Edité le 29/07/2023